# ديوغو كوريا دي أوليفيرا
ديوغو كوريا دي أوليفيرا (8 أبريل 1983 في ساو برناردو دو كامبو في البرازيل – )؛ هو لاعب كرة قدم كان يلعب كمهاجم.

## وصلات خارجية
- ديوغو كوريا دي أوليفيرا على موقع رابطة كرة القدم اليابانية للمحترفين (اليابانية)
- ديوغو كوريا دي أوليفيرا على موقع قاعدة بيانات كرة القدم.إي يو (الإنجليزية)
- ديوغو كوريا دي أوليفيرا على موقع Soccerway.com (الإنجليزية)
- ديوغو كوريا دي أوليفيرا على موقع عالم كرة القدم.نت (الإنجليزية)